# Serava
Serava (makedonska: Серава) är ett vattendrag i Nordmakedonien. Det rinner genom den norra delen av landet och mynnar i Vardar i huvudstaden Skopje.